# Коробков, Павел Валерьевич
Павел Валерьевич Коробков (18 октября 1990 года, Гулистан, Узбекская ССР, СССР) — российский профессиональный баскетболист и тренер, игравший на позициях тяжёлого форварда и центрового; тренер.

## Игровая карьера
Родился в семье баскетболиста Валерия Коробкова, в молодости игравшего в командах Первой и Высшей лиги СССР, а ныне тренирует баскетболистов в Амурском государственном университете.
С 2009 по 2012 годы Коробков выступал за молодёжную команду «Локомотив-Кубань». В составе краснодарской команды дважды выигрывал чемпионат молодёжных команд (2010, 2011) и дважды становился MVP турнира (2011, 2012).
В июне 2012 года подписал 4-летний контракт с «Нижним Новгородом».
В сезоне 2013/2014 Коробков провёл 12 матчей в Еврокубке, в среднем набирая 7,4 очка, 2,1 подбора, 0,5 передачи, 0,2 перехвата, 0,4 блок-шота за 16,6 минуты. В Единой лиге ВТБ в 20 матчах набирал 9,2 очка, 2,2 подбора, 0,5 передачи, 0,3 перехвата за 17,5 минуты. Павел стал лучшим бомбардиром нижегородской команды в финальной серии против ЦСКА, набирая по 11,7 очка за игру.
В июле 2014 года подписал 3-летний контракт с ЦСКА.
В сезоне 2014/2015 Коробков принял участие в 35 матчах Единой лиги ВТБ, набирая в среднем 5,5 очка и 2,4 подбора. В 19 встречах Евролиги средняя результативность Павла составила 2,9 очка и 1,3 подбора. По окончании сезона перенёс успешную операцию по исправлению носовой перегородки для улучшения дыхательных функций.
В январе 2016 года, на тренировке перед отправлением на игру в Саратов, Коробков получили травму левого коленного сустава. После восстановительного периода Коробков вернулся в строй, однако в плей-офф Единой лиги ВТБ повреждение вновь дало о себе знать, и Павел проводил завершающие матчи «на уколах». После окончания сезона ему были рекомендованы консервативная терапия и отдых, но данные меры не привели к серьезной положительной динамике. На медобследовании, проведенном перед началом тренировочного лагеря сборной России, врачами Федерального медико-биологического агентства и ЦСКА было принято решение направить Коробкова на диагностическую операцию. Вторая операция была проведена в июле в Германии, однако в сочетании с консервативной терапией не дала существенной положительной динамики, потому медицинским штабом клуба после консультаций с многочисленными специалистами принято решение об очередном хирургическом вмешательстве. Третья операция на коленном суставе была проведена в одной из московских клиник. В результате, проблемы с коленом вынудили Павла полностью пропустить сезон 2016/2017.
В июле 2017 года Коробков подписал новый 1-летний контракт с ЦСКА с особыми требованиями к физической готовности. Предполагается, что Павел приступит к занятиям с командой с начала подготовительного периода. При этом контракт вступит в полную силу, когда он сможет стабильно и без пропусков участвовать в работе команды.
4 декабря 2017 года Коробков вышел на площадку впервые за 18 месяцев, которые ушли на операции, долгое восстановление и обретение формы. В матче Единой лиги ВТБ с «Калевом» (108:100), за 6 минут игрового времени, Павел набрал 6 очков и 1 подбор.
В июне 2018 года покинул ЦСКА по истечении срока контракта. За 4 года в составе армейского клуба Павел принял участие в 113 матчах (11 – в стартовой пятерке), набирал в среднем 4,4 очка, 1,9 подбора, 0,4 передачи, 0,3 перехвата, 0,3 блок-шота за 11,2 минуты.

## Сборная России
В августе 2014 года Коробков вошёл в состав сборной России для участия в квалификационном турнире Евробаскета-2015.
В марте 2015 года Коробков попал расширенный состав сборной России, которой предстояло выступить на Евробаскете-2015.

## Тренерская карьера
В октябре 2020 года Коробков вошёл в тренерский штаб краснодарской «Спарты-КубГТУ», которая выступает в Студенческой лиге РЖД.

## Конфликт с Гомельским
5 февраля 2015 года, во время прямого эфира трансляции матча ЦСКА против «Олимпиакоса», комментатор Владимир Гомельский в одном из игровых моментов встречи после фола Коробкова на баскетболисте команды соперника назвал Павла «дебилом». Игроки «Нижнего Новгорода» поддержали бывшего одноклубника, выйдя на матч с «Химками» в игровой форме с надписью «Я не дебил». В дальнейшем Гомельский рассказал о том, что принес извинения Коробкову за своё высказывание:
«Я принёс свои извинения Паше ещё перед игрой с «Миланом». Сожалею ли я об этом комментарии? Нет.
Ему нужна поддержка, ему сложно, тяжело психологически. Молодцы ребята, что поддержали.

Сам Коробков признался, что не придает значения словам Владимира Гомельского. Павла расстроило лишь то, что их слышали родители:
«Не придаю особого значения высказываниям обо мне тележурналистов и комментаторов. В данной ситуации мне было обидно за моих родителей, которые слышали эти слова в прямом эфире. Знаю, что с Владимиром Гомельским разговаривало руководство ЦСКА, полностью меня поддержавшее. Хочу поблагодарить ребят из «Нижнего Новгорода», которые близко к сердцу восприняли ситуацию.
Комментатор, безусловно, имеет право критиковать игроков, но не должен позволять себе оскорбительных выражений, переходить на личности. Стараемся делать свою работу добросовестно и имеем право на уважение. У нас с Владимиром Александровичем состоялась короткая беседа перед началом матча с «Миланом». Уверен, каждый из нас сделал правильные выводы.
В марте 2022 года, в подкасте Игоря Знаменского и Дмитрия Матеранского «Взял мяч» Гомельский сказал, что несмотря на извинение, своё отношение к этой ошибке он не изменил. Со слов Гомельского, спустя несколько лет после эпизода, встретившись в Благовещенске, они «обмыли дружбу народов в китайском ресторане».

## Личная жизнь
31 августа 2017 года в семье Павла Коробкова и его супруги Анны родился сын Виктор, рост – 54 см, вес – 3750 грамм.
30 июля 2020 года в семье Коробковых родился второй ребенок- дочь Валерия.

## Достижения
- Чемпион Евролиги: 2015/2016
- Бронзовый призёр Евролиги: 2014/2015
- Чемпион Единой лиги ВТБ (4): 2014/2015, 2015/2016, 2016/2017, 2017/2018
- Серебряный призёр Единой лиги ВТБ: 2013/2014
- Чемпион России (4): 2014/2015, 2015/2016, 2016/2017, 2017/2018
- Серебряный призёр чемпионата России: 2013/2014

## Статистика
| Сезон                                                                                   | Команда          | Лига            | GP  | GS | MPG  | FG%  | 3P%   | FT%   | RPG | APG | SPG | BPG | PPG |  |
| 2011/12                                                                                 | Локомотив-Кубань | ПБЛ             | 1   | 0  | 4,0  | 0,0  | 0,0   | 0,0   | 1,0 | 0,0 | 0,0 | 0,0 | 0,0 |  |
| 2012/13                                                                                 | Все клубы        | Все лиги        | 26  | 5  | 13,7 | 48,9 | 26,1  | 75,0  | 2,1 | 0,5 | 0,2 | 0,0 | 4,0 |  |
| 2012/13                                                                                 | Нижний Новгород  | Единая лига ВТБ | 20  | 3  | 13,7 | 50,0 | 30,0  | 75,0  | 2,2 | 0,5 | 0,2 | 0,1 | 4,3 |  |
| 2012/13                                                                                 | Нижний Новгород  | ПБЛ             | 12  | 3  | 14,2 | 36,6 | 22,2  | 75,0  | 2,1 | 0,8 | 0,0 | 0,0 | 2,9 |  |
| 2013/14                                                                                 | Все клубы        | Все лиги        | 32  | 21 | 17,2 | 56,5 | 35,8  | 73,5  | 2,2 | 0,5 | 0,3 | 0,2 | 8,5 |  |
| 2013/14                                                                                 | Нижний Новгород  | Единая лига ВТБ | 20  | 15 | 17,6 | 60,4 | 40,7  | 73,3  | 2,2 | 0,5 | 0,3 | 0,0 | 9,2 |  |
| 2013/14                                                                                 | Нижний Новгород  | Еврокубок       | 12  | 6  | 16,6 | 50,0 | 30,8  | 73,9  | 2,1 | 0,5 | 0,2 | 0,4 | 7,4 |  |
| 2014/15                                                                                 | Все клубы        | Все лиги        | 54  | 3  | 11,1 | 66,2 | 57,7  | 79,7  | 2,0 | 0,4 | 0,3 | 0,4 | 4,6 |  |
| 2014/15                                                                                 | ЦСКА             | Единая лига ВТБ | 35  | 3  | 12,3 | 64,2 | 50,0  | 80,0  | 2,4 | 0,5 | 0,3 | 0,3 | 5,5 |  |
| 2014/15                                                                                 | ЦСКА             | Евролига        | 19  | 0  | 9,0  | 74,1 | 100,0 | 78,6  | 1,3 | 0,3 | 0,2 | 0,5 | 2,9 |  |
| 2015/16                                                                                 | Все клубы        | Все лиги        | 46  | 8  | 12,4 | 62,9 | 43,5  | 84,6  | 2,1 | 0,4 | 0,4 | 0,2 | 5,0 |  |
| 2015/16                                                                                 | ЦСКА             | Единая лига ВТБ | 31  | 7  | 14,4 | 64,4 | 58,8  | 87,5  | 2,4 | 0,4 | 0,5 | 0,2 | 6,1 |  |
| 2015/16                                                                                 | ЦСКА             | Евролига        | 15  | 1  | 8,2  | 58,1 | 0,0   | 66,7  | 1,5 | 0,4 | 0,2 | 0,1 | 2,8 |  |
| 2017/18                                                                                 | Все клубы        | Все лиги        | 14  | 1  | 8,2  | 50,0 | 0,0   | 62,5  | 1,1 | 0,4 | 0,1 | 0,0 | 1,8 |  |
| 2017/18                                                                                 | ЦСКА             | Единая лига ВТБ | 9   | 0  | 7,1  | 27,3 | 0,0   | 50,0  | 1,0 | 0,4 | 0,1 | 0,0 | 1,0 |  |
| 2017/18                                                                                 | ЦСКА             | Евролига        | 5   | 1  | 10,2 | 77,8 | 0,0   | 100,0 | 1,2 | 0,2 | 0,0 | 0,0 | 3,2 |  |
|                                                                                         |                  | Всего           | 173 | 38 | 12,7 | 58,8 | 38,2  | 78,0  | 2,0 | 0,5 | 0,3 | 0,2 | 5,1 |  |
| Наведите курсор мыши на аббревиатуры в заголовке таблицы, чтобы прочесть их расшифровку |                  |                 |     |    |      |      |       |       |     |     |     |     |     |  |